# Сарагосская хроника
Сараго́сская хро́ника (лат. Chronicon Caesaraugustanum, исп. Crónica de Zaragoza) — анонимная историческая хроника, составленная во второй половине VI века — начале VII века и описывающая события 451—568 годов, произошедшие, в основном, в северо-восточных областях Пиренейского полуострова.
Сохранились только несколько незначительных фрагментов «Сарагосской хроники», содержавшиеся в рукописи XII века. Они послужили основой для всех позднейших изданий хроники. Согласно данным историков, протограф, с которого были сделаны эти копии, восходит, вероятно, к VII веку. В своей первоначальной версии «Сарагосская хроника» входила в состав рукописи, в которой находились так же хроники Виктора Туннунского и Иоанна Бикларийского. Анализ текста хроники показал, что она является компиляцией двух ещё более ранних анналов испанского происхождения. Предполагается, что автору первых анналов принадлежат описания событий по крайней мере до 507 года, автору вторых анналов — описание событий вплоть до 568 года. Кто был составителем окончательного текста «Сарагосской хроники», неизвестно. Наиболее вероятным автором считается епископ Сарагосы Максим (умер в 619 году), которого Исидор Севильский в 46-й главе своего труда «О знаменитых мужах» (лат. «De viris Illustribus liber») называл автором нескольких сочинений об истории вестготов.
Несмотря на краткость сведений, содержащихся в «Сарагосской хронике», часть её данных являются уникальными и не упоминаются в других источниках. К таким сообщениям, например, относятся сведения о ранних этапах завоевания вестготами Пиренейского полуострова, о правлении короля Алариха II и об обстоятельствах гибели короля Амалариха. Вместе с хрониками Идация, Иоанна Бикларского, Исидора Севильского и Юлиана Толедского «Сарагосская хроника» является важным историческим источником по истории Вестготского королевства в Испании.

## Издания хроники
На латинском языке:
- Chronicon Caesaraugustanum Reliquiae / Mommsen T. — Monumenta Germaniae Historica. — Berlin, 1894. — P. 222—223. — 506 p.

На русском языке:
- фрагменты: Циркин Ю. Б. Античные и раннесредневековые источники по истории Испании. — СПб.: издательство Санкт-Петербургского университета, 2006. — С. 109—110. — 360 с. — ISBN 5-288-04094-X.
- полный перевод текста, изданного в Monumenta Germaniae Historica: Хроникорум Цезаравгусты. Восточная литература; перевод Д. Суровенкова. Дата обращения: 2 декабря 2010.